# 协同催化

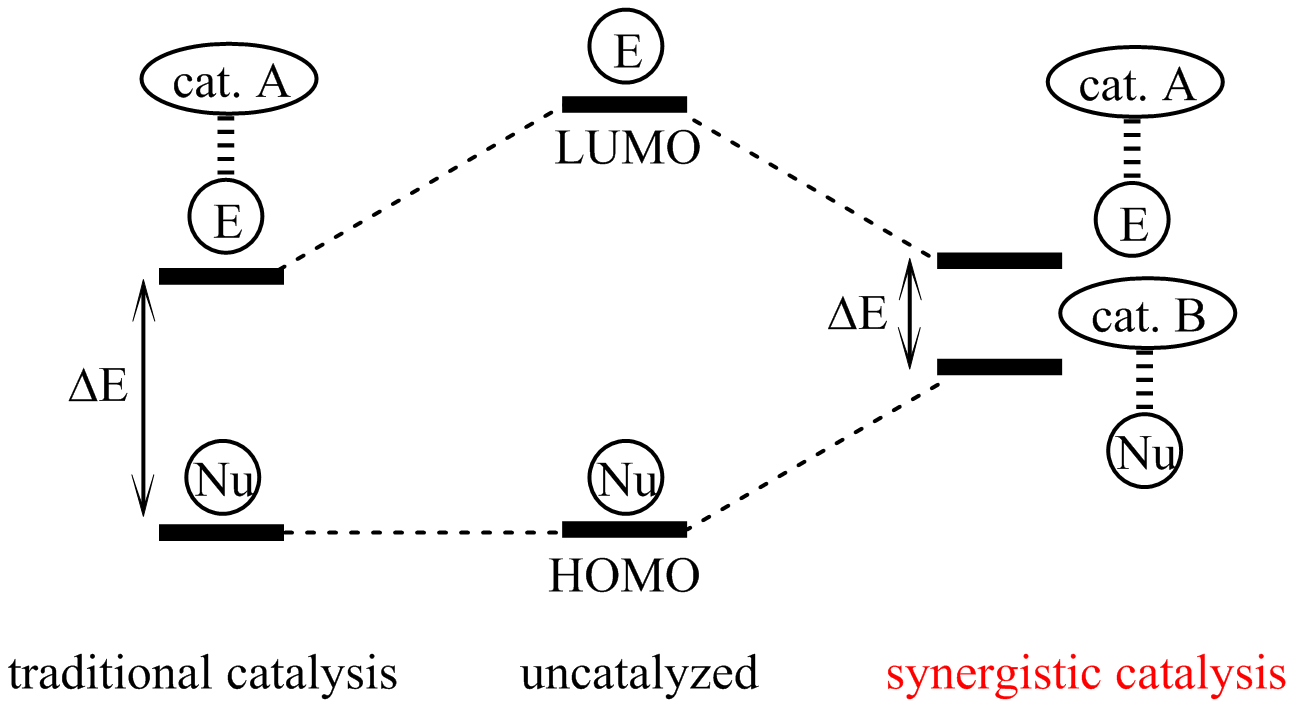
两种催化剂同时激活两种底物，使 HOMO与LUMO 之间的能隙更加接近。

协同催化是至少两种不同的催化剂同时作用于两种不同的底物促成两种活化材料之间的反应的一种催化方法。催化劑的作用是降低整體反應的能量，而協同催化劑通過增加一個分子的HOMO能級並降低另一個分子的LUMO起作用。 这个概念在合成路线的开发中很重要，在生物系统中也十分常见。

## 背景
协同催化剂已经应用于多种反应，特别是在两种底物都需要用到化学计量的活化劑或預先通過反應活化的反應中。其他類型的多催化劑系統如雙活化催化劑需要兩種催化劑來活化一種底物，而級聯催化劑是其中一種催化劑首先轉化底物，然後由第二種催化劑活化之，進行反應。協同催化劑與其他多催化劑體系的不同之處在於，其一種催化劑活化一種底物，而另一種催化劑活化另一種不同底物。   
在無法以正常合成策略合成分子方面時，協同催化體系確實顯示出特別的潛力，但仍有問題需要解決。首先是催化劑彼此之間的自猝滅。例如，如果一種催化劑是路易斯酸，而另一種是路易斯鹼，則有可能首先形成路易斯酸碱络合物，不过这个问题可以通过仔细选择配对物避免此类问题。 

## 例子

### 生物学领域
协同催化剂在生物领域非常常见。 通过一个分子与作为底物的蛋白质结合产生活性，并与如NADPH的辅酶發生反應，其中的NADPH是一種活化的氫化物。例如通过二氢叶酸还原酶合成四氢叶酸。二氢叶酸还原酶通过使亚胺质子化来催化激活二氢叶酸，而NADPH本质上是由辅因子 NADP+激活的氢化物源，可以进入并在亚胺上添加氢化物实现。 

### 双过渡金属催化
通过两种过渡金属催化剂組合的協同催化可以加速許多化學轉化，甚至誘導單獨的催化劑无法实现的高对映选择性。澤村正也等人早期报道了铑和钯配合物的混合物催化腈的对映选择性烯丙基烷基化。 仅具有手性配体的钯催化剂产率很高，但没有观察到对映选择性。仅使用铑催化剂，反应则根本不进行，然而，两者结合使用却得到了高产率以及对映选择性。
他们使用反式螯合手性膦配体 (AnisTRAP) 来生成手性过渡金属配合物。在他们提出的机理中，α-氰基酯形成烯醇并与铑催化剂配位，而碳酸烯丙酯与钯催化剂脱羧和氧化加成形成π-烯丙基钯 (II) 配合物。隨後，烯醇化物對 π-烯丙基鈀 (II) 配合物進行對映選擇性攻擊，得到旋光活性產物。

### 对映和非对映选择性催化
除了使用两种过渡金属催化剂外，还可以通过使用一种过渡金属催化剂与有机催化劑的組合進行協同催化。例如醛的協同α-烯丙基化通過過渡金屬配合物與手性胺催化剂组合实现。   2013年，Carreira等人报道了支链醛的高度对映和非对映选择性α-烯丙基化。他们使用手性伯胺和与手性配体络合的铱催化剂提供α和β位具有两个新形成的立体中心的产物。
通过匹配手性配体的两种手性胺和对映异构体，能以良好的收率获得所有四种可能的立体异构体，而且他們的催化體係對兩個立體化學構型同時表現出幾乎絕對的控制性。